# Oncidium sect. Barbata
Oncidium sect. Barbata es una sección de orquídeas epifitas perteneciente al género Oncidium. Se caracterizan por tener los bordes de la parte delantera de los lóbulos laterales denticulados a fimbriados. La especie tipo es: Oncidium barbatum Lindl.  

## Especies
1. Oncidium barbatum Lindl. 1821
2. Oncidium bohnkianum V.P.Castro & G.F.Carr 2006
3. Oncidium chrysopteranthum Lückel 1998
4. Oncidium chrysopterum (Lindl.) Kraenzl. 1911
5. Oncidium ciliatum Lindley 1833
6. Oncidium cogniauxianum Schltr. 1921
7. Oncidium croesus Rchb. f. 1857
8. Oncidium culuenense (Docha Neto & Benelli) Königer 2008
9. Oncidium eurycline Rchb. f. 1883
10. Oncidium herzogii Schltr. 1913
11. Oncidium longipes Lindl. 1850
12. Oncidium macropetalum Lindl. 1841
13. Oncidium micropogon Rchb.f 1854
14. Oncidium regentii V.P.Castro & G.F.Carr 2005
15. Oncidium suscephalum Barb. Rodr. 1881
16. Oncidium trichodes Lindl. 1855
17. Oncidium uniflorum Booth ex Lindl. 1843